# Порядок є порядок
«Порядок є порядок» (італ. «Gli ordini sono ordini») — італійська кінокомедія режисера Франко Джиральді з Монікою Вітті у головній ролі, що вийшла 13 квітня 1972 року.

## Сюжет
Джорджія, дружина менеджера банку, починає чути внутрішній голос, який змушує її робити дивні речі. В кінцевому підсумку, слідування Джорджією цьому голосу ставить під загрозу життя її чоловіка.

## У ролях
| Моніка Вітті   | ···· | Джорджія         |
| Ораціо Орландо | ···· | Амедео           |
| Джіджі Проєтті | ···· | Маріо            |
| Клодін Оже     | ···· | подруга Джорджії |
| Луїджі Діберті | ···· | Родольфо         |
| Коррадо Пані   | ···· | гангстер         |

## Знімальна група
| Режисер    | ···· | Франко Джиральді                  |
| Сценарій   | ···· | Тоніно Гуерра, Руджеро Маккарі    |
| Продюсер   | ···· | Піо Анджелетті, Адріано Де Мікелі |
| Оператор   | ···· | Карло Ді Пальма                   |
| Композитор | ···· | Фред Бонджусто                    |
| Монтаж     | ···· | Раймондо Крочіані                 |